# Russian tracker

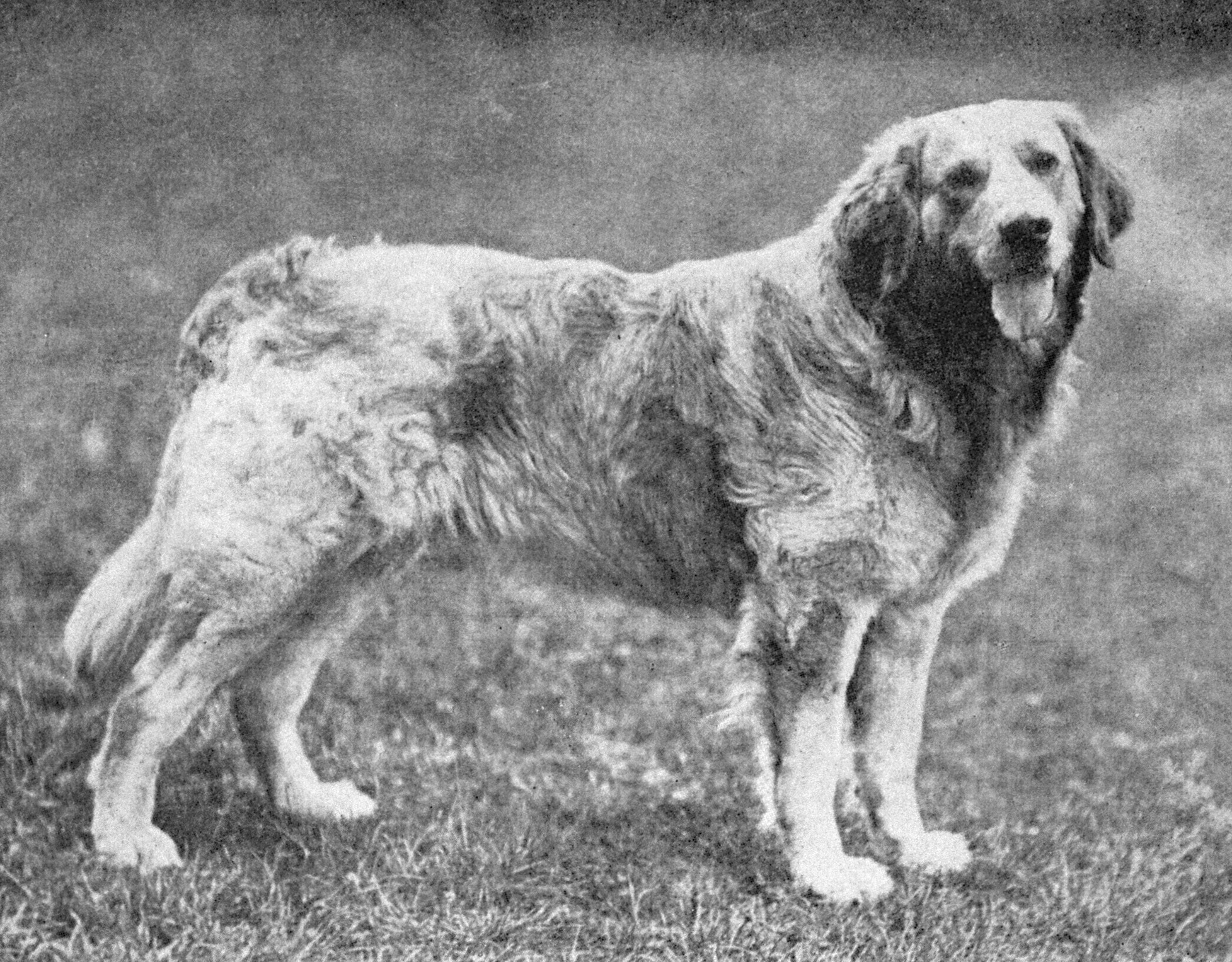
Russian Tracker

Il Russian Tracker o Russian Retriever è una razza estinta di cane domestico.  
Non è chiaro quando precisamente la razza abbia cessato di esistere; si poteva ancora trovare alla fine del 1800. Il Tracker era di origine asiatica russa. È stato utilizzato per centinaia di anni per proteggere e radunare le greggi del popolo indo-ariano nelle montagne del Caucaso battute dal vento e spazzate dalla neve.
Il Tracker era un cane di grossa taglia, a volte alto fino a 30 pollici (76 cm) al garrese e del peso di 100 libbre (45 kg) o più. Nonostante le sue proporzioni apparentemente ingombranti, era abbastanza veloce e flessibile da cacciare i lupi e altri predatori simili che minacciavano le sue pecore. Indossava un doppio cappotto spesso color caramello che lo proteggeva sia dal clima rigido che dalla fauna selvaggia. A parte la sua abilità fisica, questi cani avevano anche un intelletto eccezionale. Era così saggio e capace (la leggenda narra) che poteva mantenere se stesso e il suo gregge in vita e in salute per mesi e mesi senza alcun aiuto umano.
La razza è imparentata a un certo livello e può essere sinonimo di Yellow Russian Retriever, che misurava 28 pollici (71 cm) e 90 libbre (41 kg). Quella razza era nota per essere usata per rintracciare cervi feriti.  Il discendente più vicino sopravvissuto del Tracker è il Golden Retriever; tuttavia, si ritiene che anche il Flatcoat Retriever e alcuni Setter portino il sangue del Tracker.